# Paul Karrer

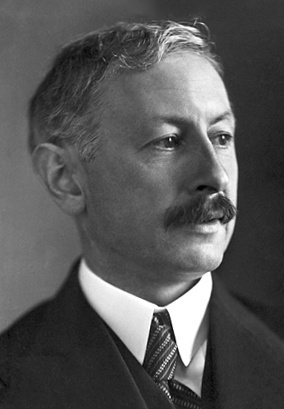
Paul Karrer, 1937

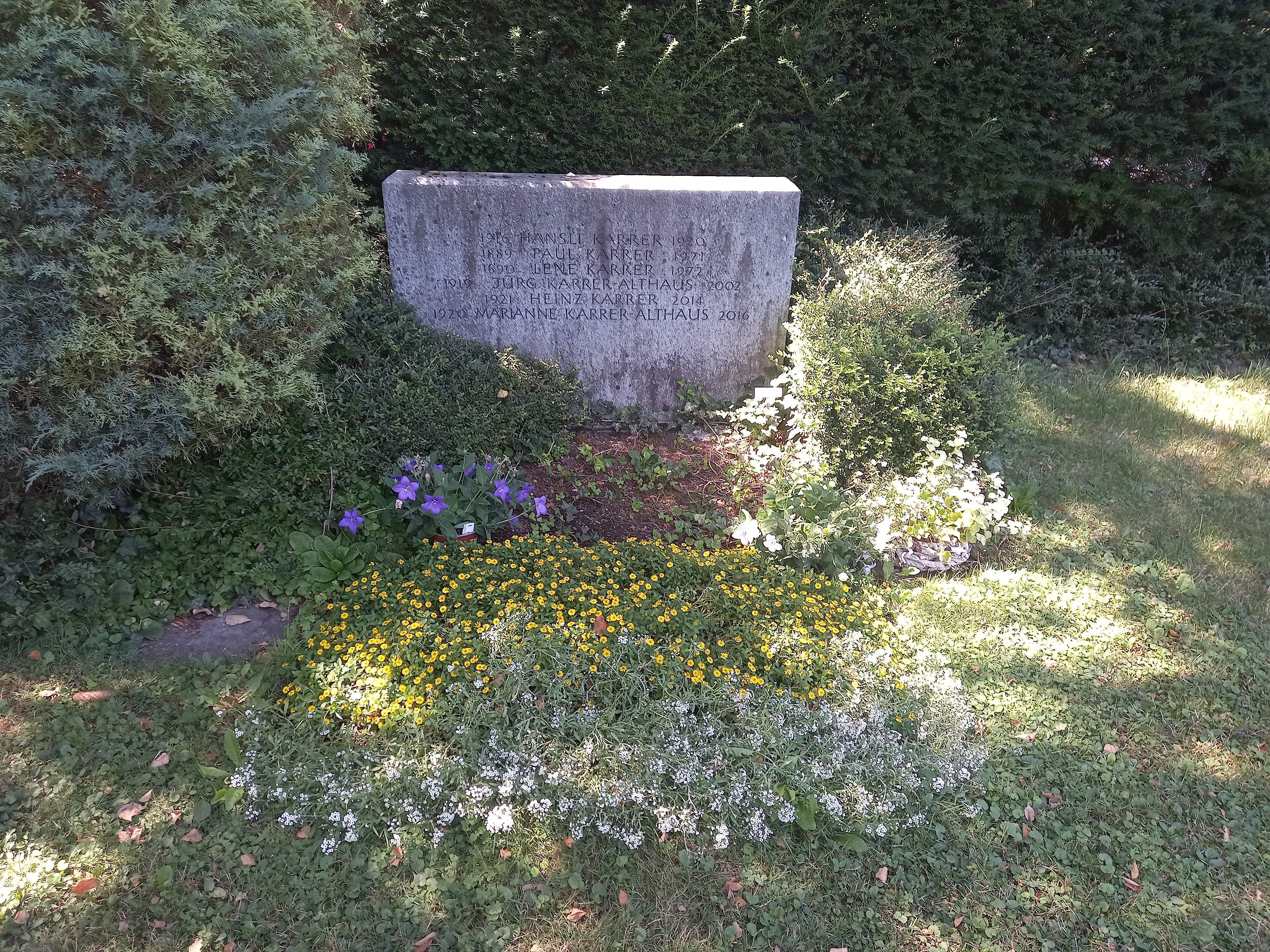
Das Grab von Paul Karrer und seiner Ehefrau Helene (Lene) geborene Froelich im Familiengrab auf dem Friedhof Fluntern in Zürich

Paul Karrer (* 21. April 1889 in Moskau; † 18. Juni 1971 in Zürich) war ein Schweizer Chemiker sowie Nobelpreisträger für Chemie (1937).

## Leben
Der Sohn eines Zahnarztes wuchs in der Schweiz auf, studierte Chemie an der Universität Zürich und wurde 1911 bei Alfred Werner mit der Arbeit Untersuchungen über Valenzisomerie beim Kobalt promoviert. Von 1912 bis 1918 arbeitete er an der Synthese organischer Arsenverbindungen im Laboratorium des Mediziners Paul Ehrlich in Frankfurt am Main und kehrte 1918 als ausserordentlicher Professor der organischen Chemie an die Universität Zürich zurück. Von 1919 bis zu seiner Emeritierung 1956 wirkte er dort als Nachfolger Alfred Werners als Direktor des Chemischen Instituts. 1950/51 war er zudem Rektor der Universität. In Zürich erforschte Karrer Polysaccharide, seit 1926 Pflanzenfarbstoffe. Er isolierte Vitamin A (1931) und synthetisierte unter anderem die Vitamine B2 und E. Ferner untersuchte er die Konstitution der Carotinoide und Flavine. Sein 1927 erschienenes „Lehrbuch der organischen Chemie“ wurde vielfach aufgelegt und übersetzt. Zu seinen Arbeitsgebieten gehörte später auch die Untersuchung therapeutisch wirksamer Stoffe, darunter vor allem Curare-Alkaloide, die zur Anästhesiologie verwendet werden. Karrer war Mitglied zahlreicher wissenschaftlicher Akademien, so seit 1925 der Deutschen Akademie der Naturforscher Leopoldina, seit 1939 der Académie royale des Sciences, des Lettres et des Beaux-Arts de Belgique, seit 1943 der Royal Society of Edinburgh, seit 1945 der National Academy of Sciences und seit 1947 der Royal Society und der Académie des sciences sowie chemischer und biochemischer Gesellschaften. Er starb 1971 im Alter von 82 Jahren und wurde auf dem Zürcher Friedhof Fluntern beigesetzt.
Er war Mitglied der Schweizer Studentenverbindung Argovia Aarau.
Sein Bruder Walter Karrer (1891–1961) war ebenfalls Chemiker.

## Leistungen
- stereochemische Untersuchungen an Aminosäuren.
- 1919  Entwicklung der später nach ihm benannten Freidel-Crafts-Karrer Reaktion.[11]
- 1931 Strukturaufklärung des Vitamins A (Retinol).
- Strukturaufklärung und Totalsynthese des Squalens[12], die erste Synthese eines natürlich vorkommenden Triterpens
- 1935 Strukturaufklärung und Synthese des Vitamins B2 (Riboflavin)[13]
- 1938 Strukturaufklärung und Synthese des Vitamins E (Tocopherol)
- 1939 Reindarstellung des Vitamins K1 (Phyllochinon)

## Auszeichnungen
Paul Karrer erhielt 1922 den Marcel-Benoist-Preis, 1935 den Canizzaro‐Preis. 1925 wurde er in die Deutsche Akademie der Naturforscher Leopoldina aufgenommen. 1937 erhielt Karrer für seine Forschungen über den Aufbau der Carotinoide, der Flavine und der Vitamine A und B zusammen mit Walter Norman Haworth den Nobelpreis für Chemie.
Die Paul-Karrer-Vorlesung und Medaille der Universität Zürich wird seit 1959 an herausragende Chemiker vergeben. Nach ihm ist der Mondkrater Karrer benannt.

## Schriften
- Paul Karrer, Ernst Jucker: Carotinoide. Birkhäuser Basel, Basel 1948, ISBN 978-3-0348-6789-4, doi:10.1007/978-3-0348-6802-0 (springer.com – englische Ausgabe Carotenoids 1950 online).
- Lehrbuch der organischen Chemie, Erste Auflage: Stuttgart 1927, 14. Auflage: Stuttgart: Thieme 1963.